# Anneliese Berger
Anneliese Berger (* 29. Mai 1938 in Pöhsig) ist eine deutsche Autorin von Kinderbüchern.
Sie verlebte ihre Kindheit in Grimma und studierte von 1956 bis 1962 in Leipzig Medizin. Nach Staatsexamen und Promotion zog sie 1962 nach Berlin, wo sie heute noch lebt. Bis zum Jahr 2000 arbeitete sie als Fachärztin für Innere Medizin in verschiedenen Einrichtungen, zuletzt in eigener Niederlassung. Ihr außerberufliches Interesse galt der Literatur. Sie war über 40 Jahre mit dem Lyriker Uwe Berger verheiratet.

## Werke
- Was kriecht und fliegt und hüpft denn da? Edition Digital, Pinnow 2016, ISBN 978-3-95655-711-8.
- Kennst du den Tomatenfrosch? Oder Joschi und Miffi. Edition Digital, Pinnow 2020, ISBN 978-3-96521-026-4.